# 小嘴穴䳍
小嘴穴䳍（学名：Crypturellus parvirostris）是䳍科穴䳍屬的一种鸟类。

## 特征
小嘴穴䳍体重约198.99克，翼长约111.1毫米，嘴峰长约19.3毫米，喙宽度约4.3毫米，喙厚度约4.2毫米，跗蹠长约25.7毫米，尾长约37.3毫米。小嘴穴䳍在其分布区内为留鸟，其栖息在半开放的灌木丛中。食性为草食性。

## 分布
分布于亚马逊河流域以南至阿根廷东北部地区。